# Ruosmanjärvi
Ruosmanjärvi är en sjö i Finland. Den ligger i kommunen Lieksa i landskapet Norra Karelen, i den östra delen av landet, 400 km nordost om huvudstaden Helsingfors. Ruosmanjärvi ligger 150,3 meter över havet. I omgivningarna runt Ruosmanjärvi växer i huvudsak barrskog. Den är 12,5 meter djup. Arean är 2,54 kvadratkilometer och strandlinjen är 17,8 kilometer lång. Sjön  ingår i Vuoksens huvudavrinningsområde. 